# Георги Янакиев (мотоциклетист)
Вижте пояснителната страница за други личности с името Георги Янакиев.
Георги Янакиев е български състезател и треньор по мотоциклетен спорт, както и спортен функционер.
Състезава се в дисциплината мотокрос, в която става шампион на България.
Председател е на Българската федерация по автомобилен спорт от 1979 г., както и на Съюза на българските автомобилисти от 1990 г. Почетен вицепрезидент е на Международната автомобилна федерация (FIA).
Удостоен е с почетното звание „Майстор на спорта“. Кавалер е на орден „Стара планина“. Обявен е за почетен гражданин на Самоков.
Георги Янакиев умира от рак на 1 декември 2014 г. в София.